# Jan VII Gramatyk
Jan VII Gramatyk, gr. Ιωάννης Ζ' Γραμματικός (lata urodzin i śmierci nieznane) – ekumeniczny patriarcha Konstantynopola w latach 836–843. 

## Życiorys
Po objęciu w Bizancjum władzy przez cesarza Leona V współtworzył m.in. wraz z Antonim Kassimatesem stronnictwo ikonoklastyczne, wspierające poczynania cesarza. W 814 r., na polecenie cesarza, Jan przygotował dokument, będący teologicznym uzasadnieniem walki z kultem obrazów. Dokument ten został zaprezentowany na zwołanym w 815 r. synodzie, na którym zadecydowano m.in. o zniesieniu postanowień soboru nicejskiego II (787 r.), który zezwolił na kult obrazów. 
Jan został wybrany na tron patriarszy w 836 r. (podawany jest także rok 837), po powrocie z podróży do Bagdadu z poselstwem do kalifa abbasydzkiego, Mutasima. 
Po śmierci cesarza Teofila w 842 w związku ze zmianą orientacji politycznej cesarstwa przeciwko Janowi, jako aktywnemu ikonoklaście rozpoczęto proces sądowy, który doprowadził do złożenia go z urzędu, najprawdopodobniej w 843 r. Nowy patriarcha Konstantynopola, Metody I surowo potępił działalność Jana. Za odmowę wyparcia się swych poglądów został on zmuszony do schronienia się w klasztorze, gdzie spędził ostatnie lata swego życia. 
Rok śmierci Jana VII nie jest znany.
Jan VII nosił przezwisko Morocharzanius wskazujące na jego ormiańskie pochodzenie. Niczym dziwnym nie była także jego kariera, ponieważ w wielonarodowym imperium bizantyjskim przedstawiciele niemal wszystkich nacji mieli otwartą drogę do awansu społecznego, w tym do osiągnięcia najwyższych zaszczytów. Wystarczy przypomnieć, iż jego mentor, cesarz Leon V, także miał ormiańskie pochodzenie.
Ze względu na gruntowną wiedzę teologiczną i prawną patriarcha otrzymał przydomek Gramatyk (uczony). Jest autorem wielu dzieł, poświęconych teologii, prawu oraz gramatyce języka greckiego.